# Редфилд (Канзас)
Редфилд (енгл. Redfield) град је у америчкој савезној држави Канзас.

## Демографија
По попису из 2010. године број становника је 146, што је 6 (4,3%) становника више него 2000. године.
| Група             | 2000.       | 2010.       |
| Белци             | 130 (92,9%) | 128 (87,7%) |
| Афроамериканци    | 0 (0,0%)    | 3 (2,1%)    |
| Азијати           | 0 (0,0%)    | 0 (0,0%)    |
| Хиспаноамериканци | 5 (3,6%)    | 6 (4,1%)    |
| Укупно            | 140         | 146         |